# Ercheia
Ercheia är ett släkte av fjärilar. Ercheia ingår i familjen nattflyn.

## Bildgalleri

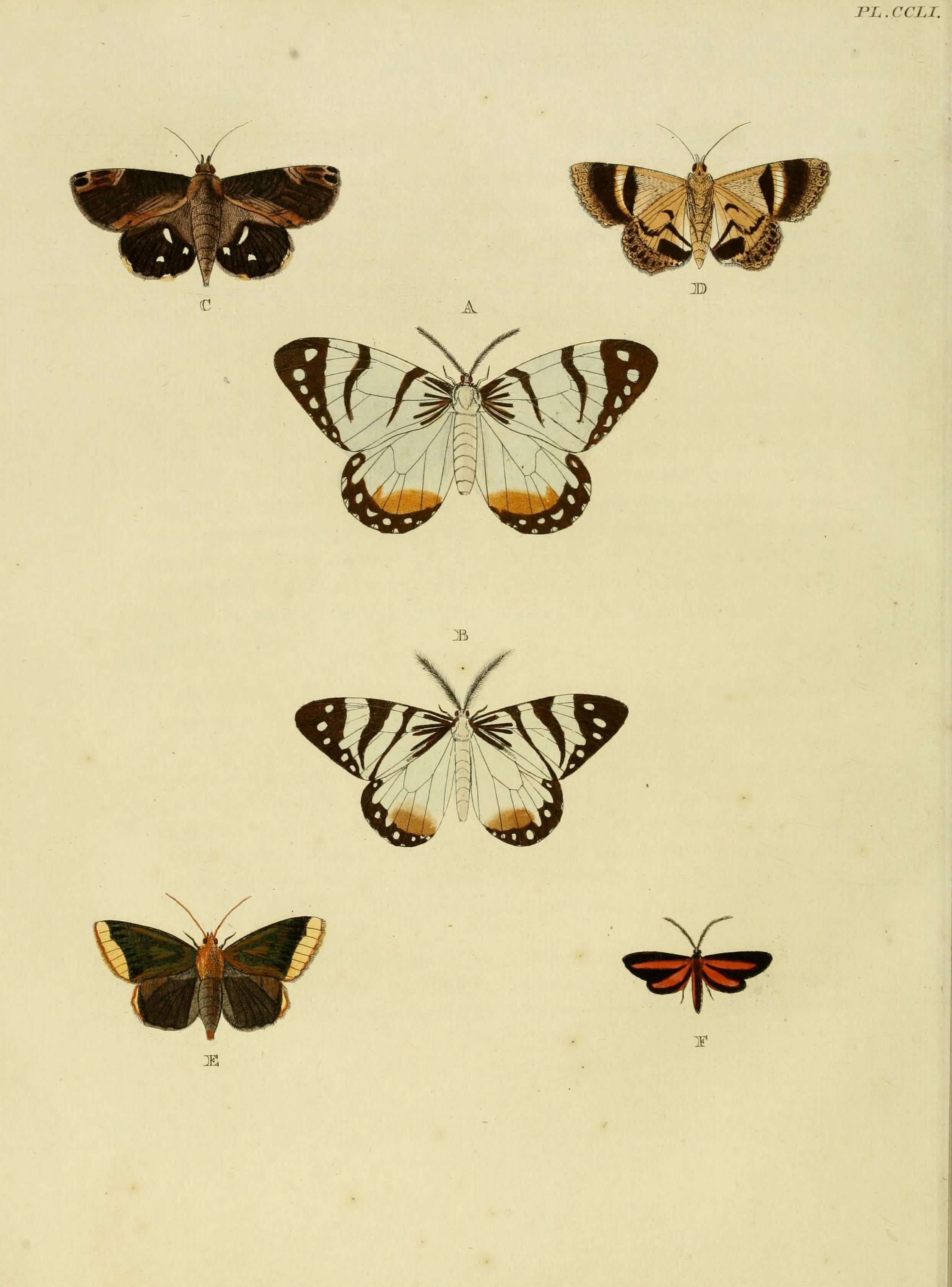
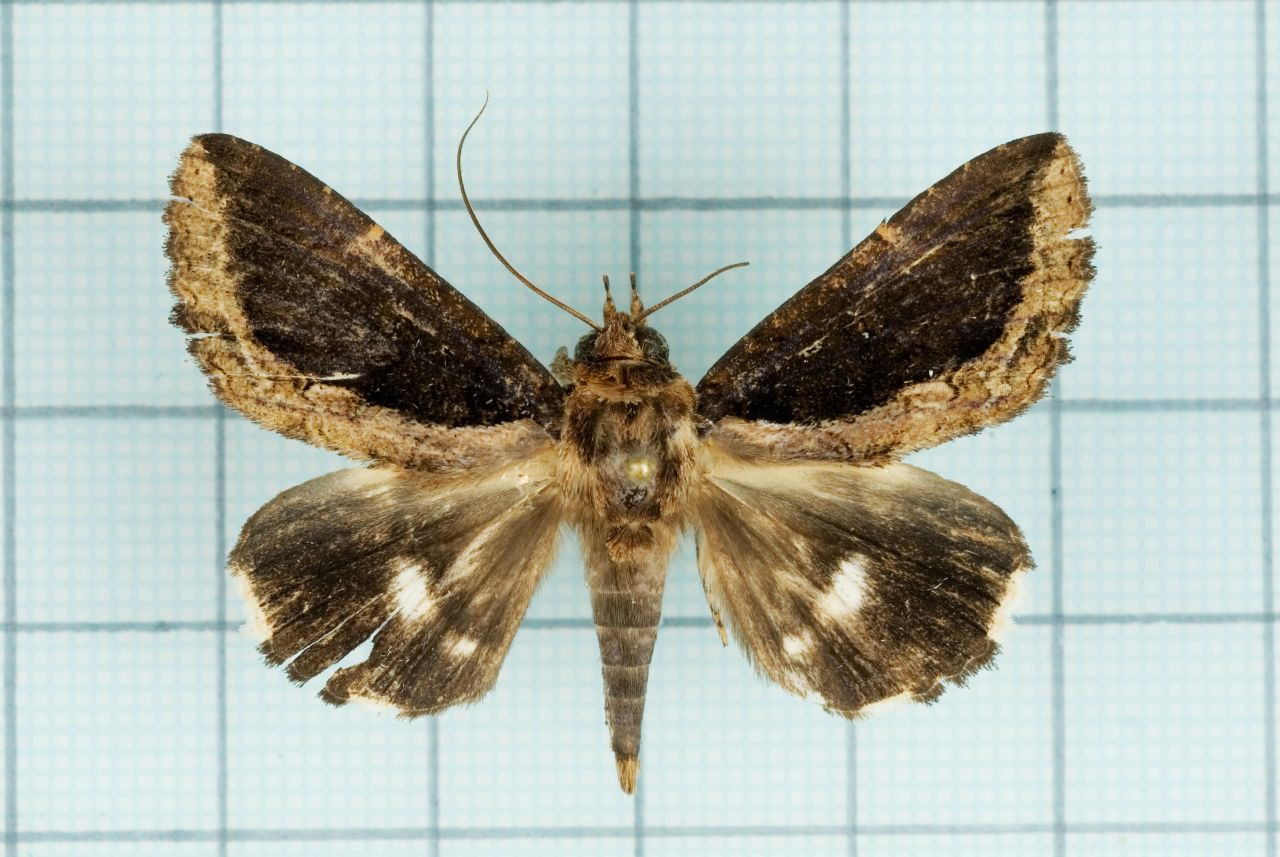
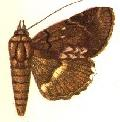
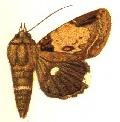
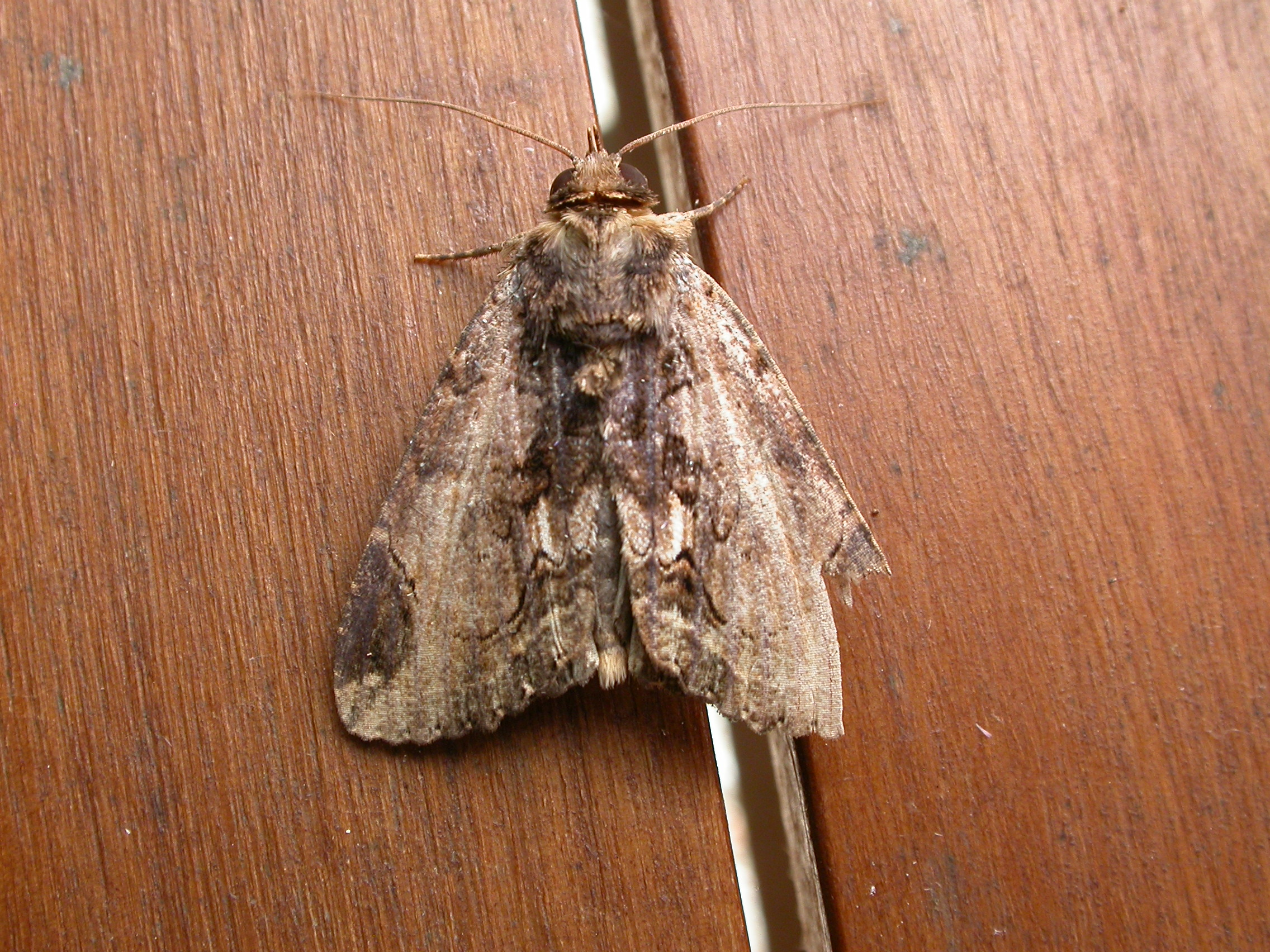
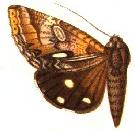

## Dottertaxa tillErcheia, i alfabetisk ordning[1]
- Ercheia abnormis
- Ercheia albirenata
- Ercheia albovariegata
- Ercheia alikangensis
- Ercheia ambidens
- Ercheia amoena
- Ercheia anvira
- Ercheia apicalis
- Ercheia atrivitta
- Ercheia bergeri
- Ercheia borneensis
- Ercheia careona
- Ercheia certa
- Ercheia charon
- Ercheia cinereotincta
- Ercheia clarior
- Ercheia collustrans
- Ercheia costipannosa
- Ercheia cyllaria
- Ercheia cyllarioides
- Ercheia cyllota
- Ercheia designata
- Ercheia diffusistriga
- Ercheia diffusostrigatula
- Ercheia dipterygia
- Ercheia diversipennis
- Ercheia dubia
- Ercheia dubiosa
- Ercheia ekeikei
- Ercheia enganica
- Ercheia forsayethi
- Ercheia fuscobrunnea
- Ercheia fusifera
- Ercheia guanicana
- Ercheia gundiana
- Ercheia hollowayi
- Ercheia kebeae
- Ercheia latistriga
- Ercheia litura
- Ercheia mahogonica
- Ercheia multilinea
- Ercheia nigristriata
- Ercheia nigroguttata
- Ercheia niveostrigata
- Ercheia pannosa
- Ercheia periploca
- Ercheia plumbea
- Ercheia polychroma
- Ercheia prominens
- Ercheia pulchrivena
- Ercheia pulchrivenula
- Ercheia purpureilinea
- Ercheia quadriplaga
- Ercheia scotobathra
- Ercheia semipallida
- Ercheia signivitta
- Ercheia strigipennis
- Ercheia styx
- Ercheia subdubia
- Ercheia subsignata
- Ercheia subumbrosa
- Ercheia tenebrosa
- Ercheia umbrosa
- Ercheia umbrosana
- Ercheia uniformis
- Ercheia variegata
- Ercheia zura
- Ercheia zygia